# Japalura chapaensis
Espèce
Synonymes
- Japalura swinhonis chapaensis Bourret 1937

Japalura chapaensis est une espèce de sauriens de la famille des Agamidae.

## Répartition
Cette espèce est endémique de la province de Lào Cai au Viêt Nam. 

## Étymologie
Son nom d'espèce, composé de chapa et du suffixe latin -ensis, « qui vit dans, qui habite », lui a été donné en référence au lieu de sa découverte, la ville de Sa Pa, anciennement Chapa.

## Publication originale
- Bourret, 1937 : Notes herpétologiques sur l’Indochine française. XV. Lézards et serpents reçu au laboratoire des Sciences Naturelles de l’Université au cours de l’année 1937. Descriptions de deux espèces et de deux variétés nouvelles. Bulletin Général de l’Instruction Publique 5. Gouvernement Général de l’Indochine, p. 57-82.